# Discordipinna
Discordipinna is een monotypisch geslacht van straalvinnige vissen uit de familie van grondels (Gobiidae). Het geslacht is voor het eerst wetenschappelijk beschreven in 1978 door Hoese & Fourmanoir.

## Soort
- Discordipinna griessingeri Hoese & Fourmanoir, 1978